# Görög mitológia
A görög mitológia az ókori hellének vallásából származó mítoszok gyűjteménye. Ezeket a történeteket minden régi görög ismerte, és bár néhány korabeli filozófus megkérdőjelezte hihetőségüket, a hétköznapi emberek szertartásai és világnézete alapjául szolgáltak. Ma a nagyközönség leginkább a római költők, írók elbeszélései alapján ismeri ezeket a történeteket (sokuknak nincs is más forrása), leggazdagabb e tekintetben Ovidius római költőnagyság Metamorphoses (Átváltozások) című műve.
A környező népekhez hasonlóan a görögök is az élet bizonyos területeihez rendelt istenekben hittek. Például Aphrodité a szerelem istennője, míg Arész a háború, Hadész pedig az alvilág és a halottak istene volt.

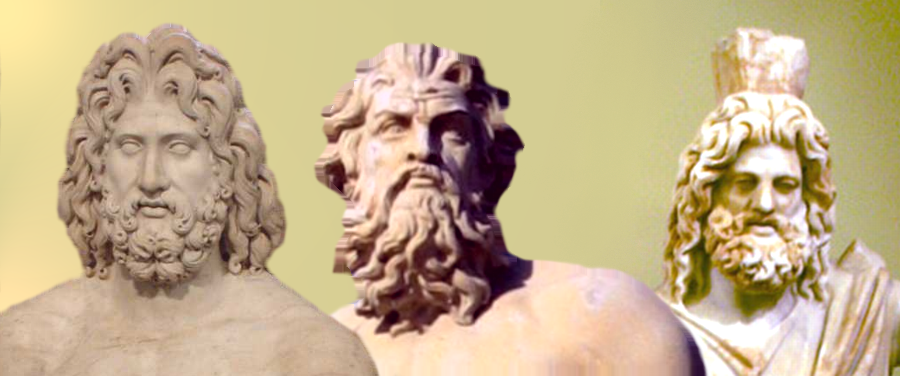
A görög háromság és a Föld három királyságának eloszlása: Zeusz isten (égbolt), Poszeidón (tengerek és óceánok) és Hadész (alvilág). Theók (kisebb istenek) ennek a háromságnak a gyermekei.

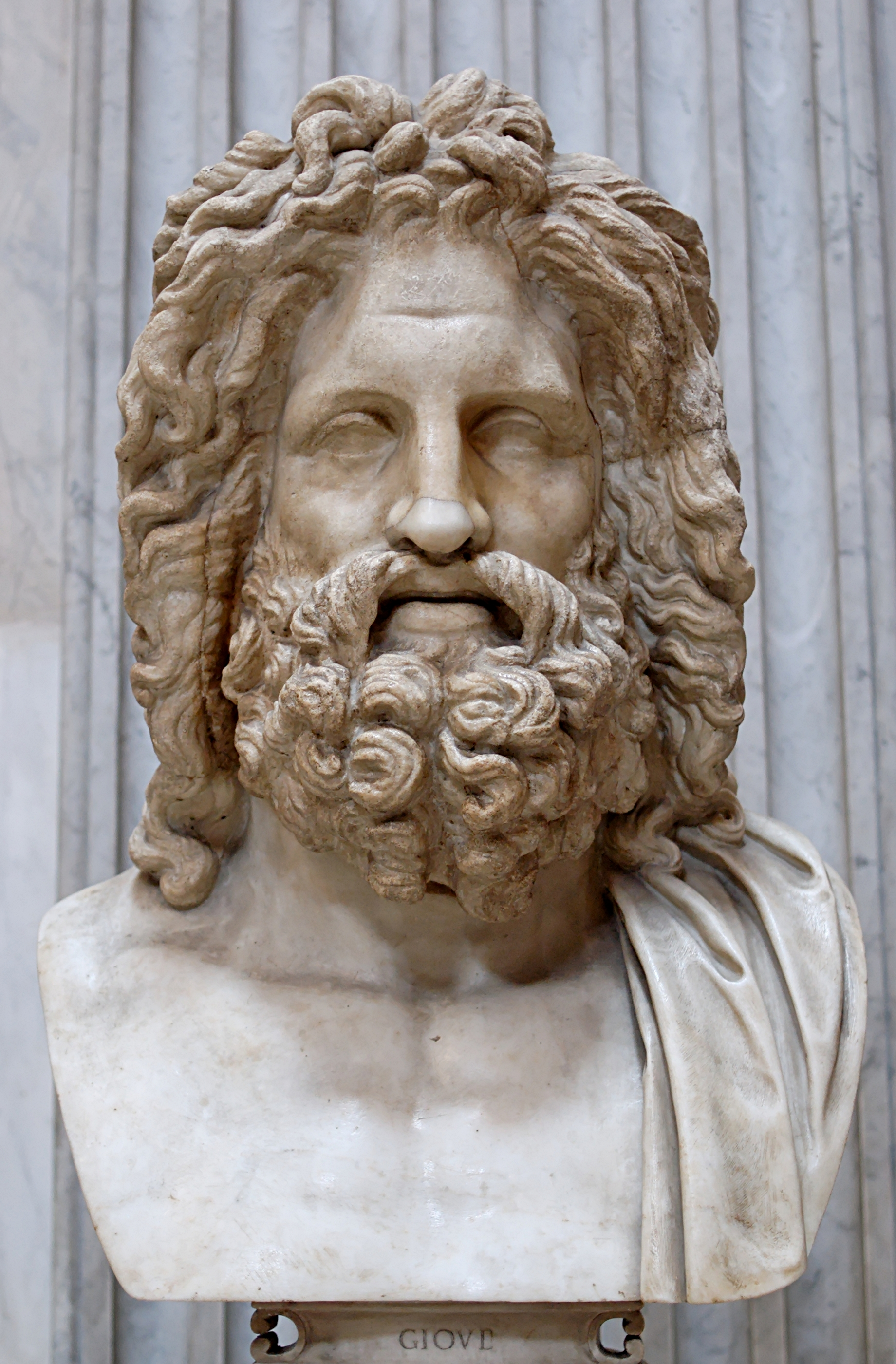
Zeusz mellszobra, (Sala Rotonda, Museo Pio-Clementino, Vatikán)

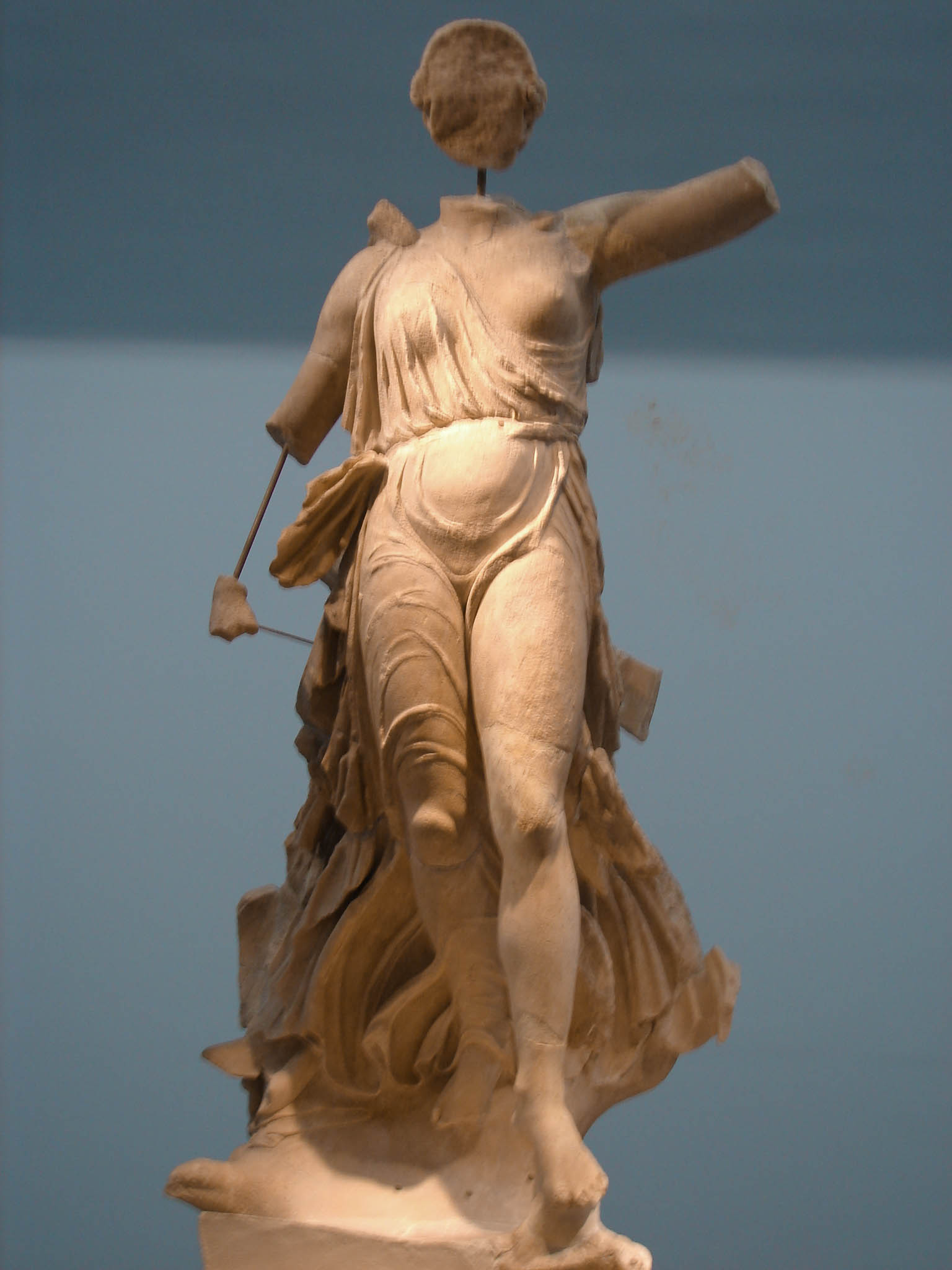
Paióniosz Niké szobra. A fennmaradt felirat szerint a messzénéiek és a naupaktosziak ajánlották Zeusznak i.e. 425-ben, a péloponnészoszi háborúban a spártaiak feletti győzelmük hadizsákmányának a tizedéből

A tulajdonképpeni imádat mindössze néhány isten, különösen a tizenkét olümposzi felé irányult. Az olümposzi istenek (és például Perszephoné, az Eleusziszi misztériumok pártfogója) nagy pánhellén kultuszok központjai voltak. Sok területnek, sőt még egyes falvaknak is megvoltak a maguk kultuszai, melyek olyan nimfák és kisebb istenségek köré összpontosultak, akiket jóformán sehol másutt nem ismertek. A phrügiai Kübeléhez hasonló idegen isteneket jól ismerték szerte Hellaszban, de nem tisztelték őket.
A görög hiedelemvilág a hellenizmus korában nagyban közkinccsé lett a mediterráneumban, lásd bővebben: szinkretizmus.
A görög panteon isteneinek emberi alakjuk van (antropomorfizmus), ám legfőképpen ők az Univerzum megszemélyesített erői. Mint ilyenek, többé-kevésbé változatlanok. Míg néha úgy tűnik, van némi igazságérzetük, gyakran kicsinyesek vagy bosszúszomjasak. Az istenek kegyeit áldozattal és jámborsággal lehet elnyerni, de ez nem jelent garanciát, mivel hajlamosak a gyakori véleményváltoztatásra. A haragjuk kíméletlen és a szerelmük is legalább ilyen veszélyes lehet. A görög istenek egyetlen dologtól félnek, az aranyagancsú szarvas vérétől, amely eltörli az ereikben keringő folyadékból, az ikhórból nyert halhatatlanságukat.
A görög mitológia világa eléggé összetett. Tele van szörnyekkel, háborúkkal, intrikákkal és kotnyeles istenekkel. Emellett vannak a hérószok, akik segítenek az embereknek felülkerekedni ezeken a problémákon. Az emberek persze sokkal nagyobbak voltak akkoriban, ám a görögök nem láttak nagy szakadékot a történelmük és a vallásuk között (lásd az Iliaszt és az Odüsszeiát). A görögök a mítoszbeli hősök és az ő kultúrájuk egyenes ági leszármazottainak tekintették magukat.
A folyamatos használaton és irodalmi utalásokon túl a görög mitológia jó néhány csodálatos történettel szolgál, amelyek máig is élvezhetőek maradtak. Jóval a vele szorosan összekapcsolódó görög vallás eltűnése után is fontos kulturális hivatkozási alapul szolgál. Amikor a kereszténység államvallássá lett a Római Birodalomban, igyekeztek a régi vallások nyomait eltüntetni vagy démonizálni. Így lett például Poszeidón háromágú szigonyából a Pánról mintázott ördög vasvillája, vagy a téli napforduló ünnepe (Mithrász és a Nap születésnapja) a karácsony. Az irodalom már nehezebb feladatnak bizonyult a keresztények számára; ebben lehetetlen lett volna megszüntetni a görög befolyást Homérosz, Theokritosz, Vergilius, Ovidius és több száz más görög és római szerző műveinek félredobása nélkül. Így aztán a görög mitológia több mint egy ezredévvel túlélte a görög vallást. Még a leginkább klasszikus keresztény irodalom is tartalmaz utalásokat rá.

„Nem tudjuk, hogy e történetek mikor hangzottak el először jelenlegi formájukban; de bármikor is, az bizonyos, hogy a primitív életforma addigra már a távoli múltba merült. A mítoszok, ahogy ma ismerjük őket, nagy költők alkotásai. […] 
 A görög mitológia meséi nem derítenek fényt arra, milyen is volt az ősi emberiség – de bőségesen rávilágítanak arra, hogy milyenek voltak a régi görögök. Ez pedig számunkra, akik intellektuális, művészi és politikai szempontból is örököseiknek tartjuk magunkat, jóval fontosabb. Nekünk semmi sem idegen, amit tőlük tanulunk.”

– Edith Hamilton, Görög és római mitológia

## Néhány fontosabb mitikus személy

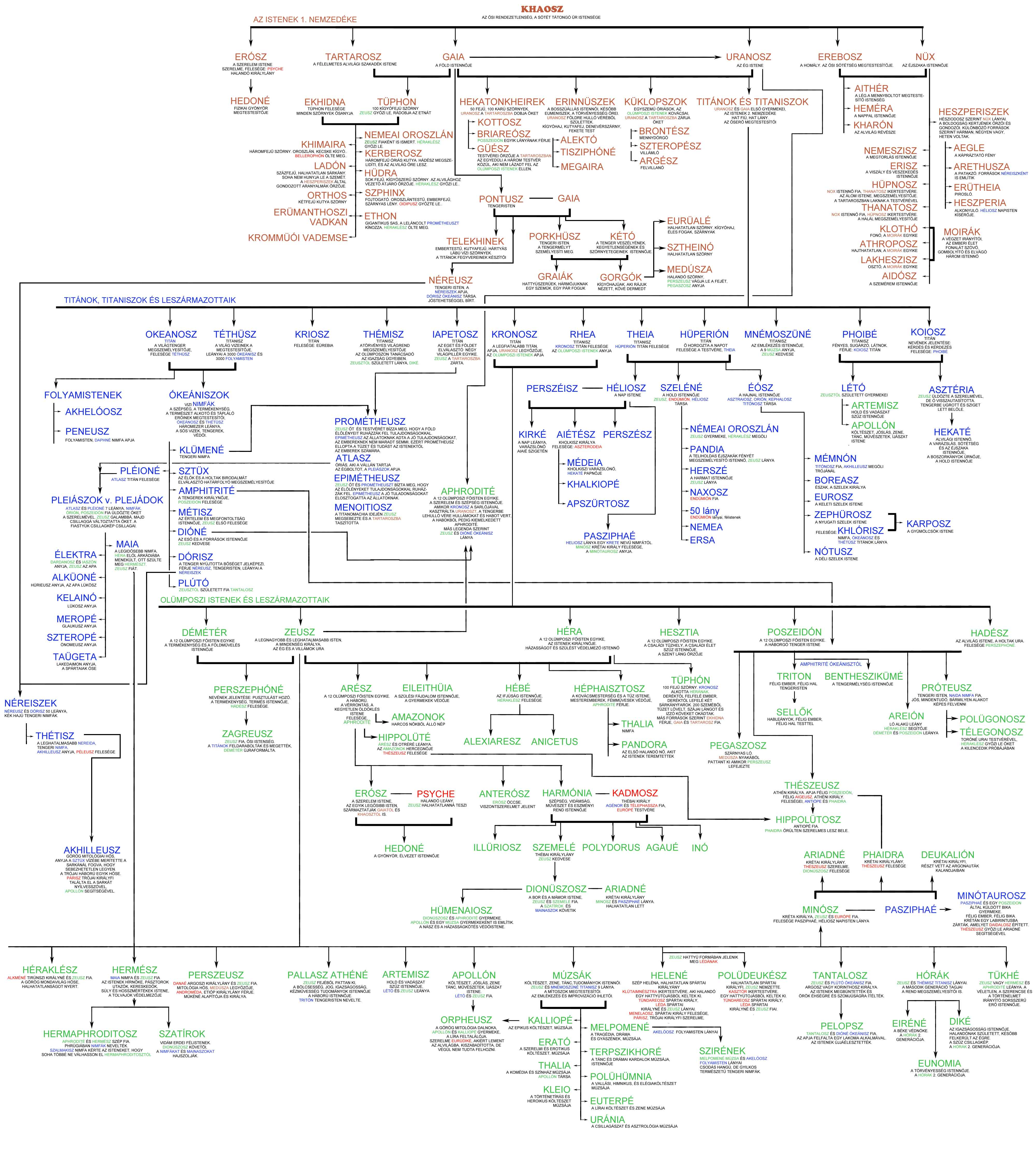
A görög mitológia isteneinek és utódaiknak családfája. Részlet.

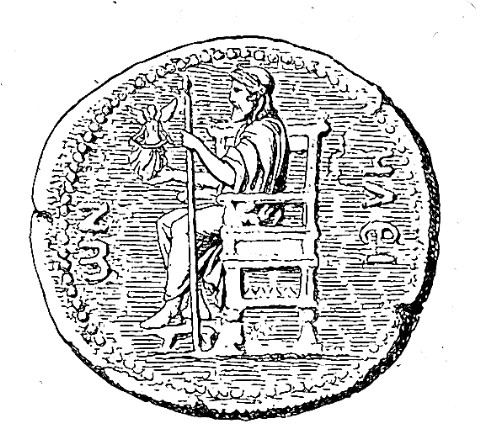
A hajdani 12 m magas Zeusz-szobor ábrázolása egy éliszi érmén

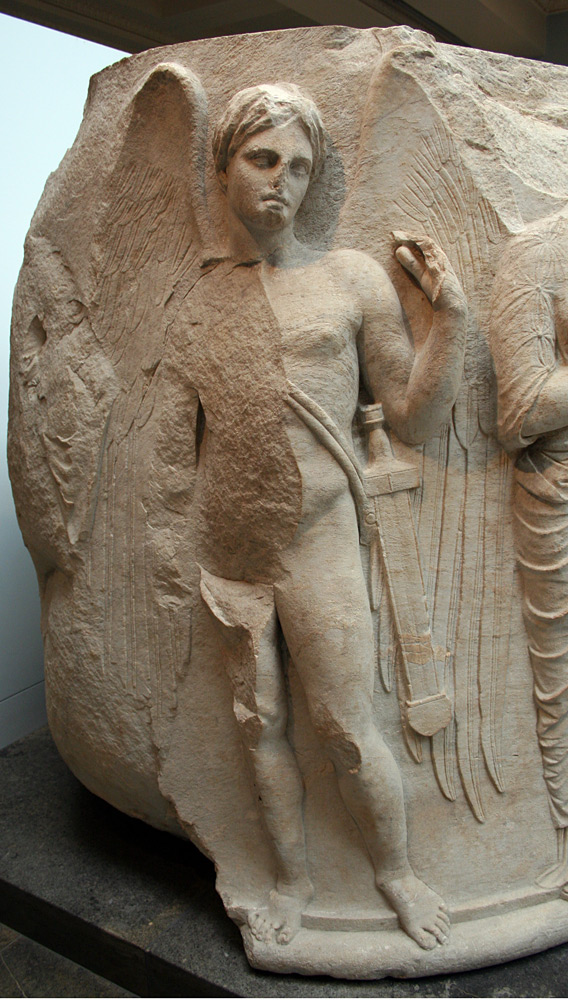
Thanatosz a Halál megtestesítője a görög mitológiában. Nüx, az Éj istennőjének apa nélkül született fia és Hüpnosz, az Álom istenének ikertestvére, akiknek közös tartaroszi palotája a sötétség otthona

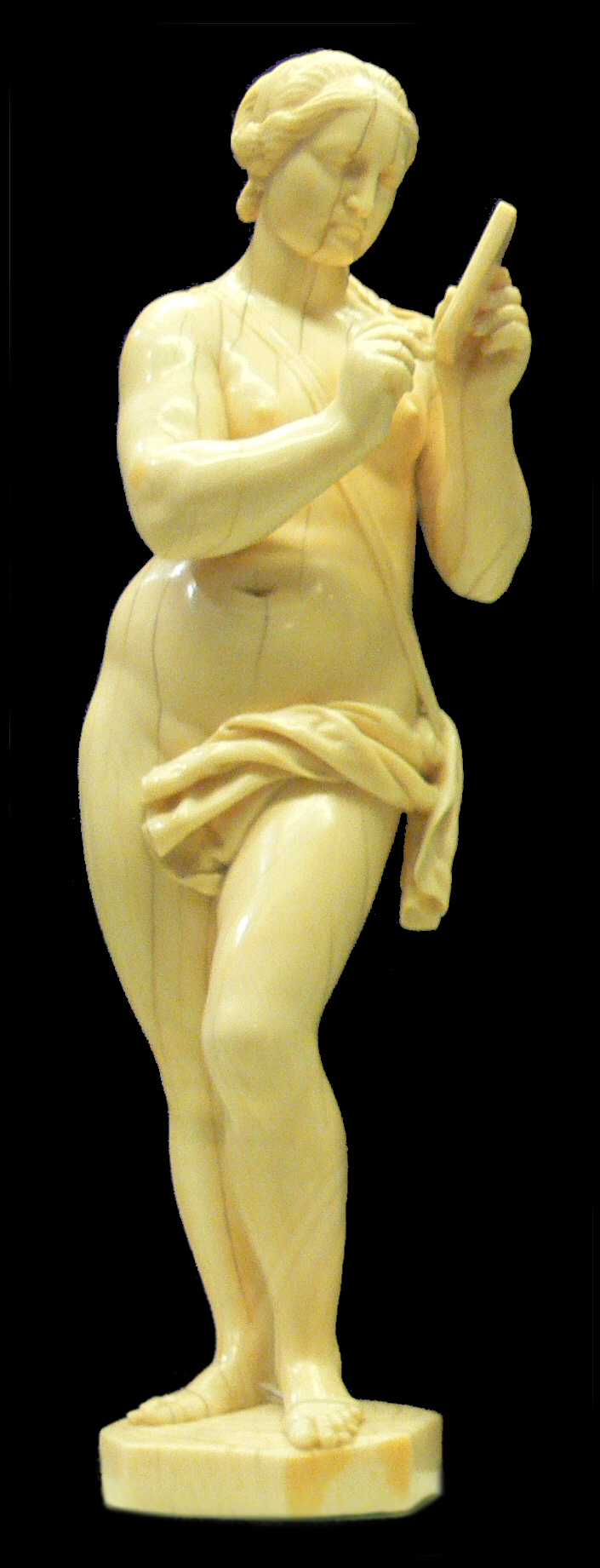
Kalliopé a szép szavú múzsa, a görög mitológiában Zeusz és Mnémoszüné lánya, az epikus költészet múzsája

### Az istenek első nemzedéke
- Khaosz: a világkeletkezési folyamat élén állt, zűrzavaros anyagi jellegű üresség, egy légáramlat termékenyítette meg
- Erebosz: sötétség
- Nüx: az éjszaka és a sötétség istennője, a sötét erők isteneinek anyja (Mómosz, Ponosz, Morosz, Thanatosz, Hüpnosz, Oneirosz, heszperiszek, kérek, moirák, Nemeszisz, Philotész, Gérasz, Apaté, Erisz.)
- Gaia: a földanya, minden létezőnek az alapja; megszülte Uranoszt, saját párját
- Uranosz: az első férfiisten, az Ég
- Tartarosz: az Alvilág legmélye, amelyet klasszikus kori költők megszemélyesítettek
- hekatonkheirek: óriási százkarú szörnyek ötven fejjel, Gaia és Uranosz első gyermekei: Kottosz, Briareosz, Gügész
- küklópszok: az egyszemű szörnyalakok, Gaia és Uranosz második gyermeknemzedéke. Uranosz utálattal nézi szörnygyermekeit, és az alvilág legsötétebb poklába, a Tartaroszba veti őket.
- titánok: Gaia és Uranosz újabb fiúgyermekei, név szerint Ókeanosz (a tenger), Kóiosz, Hüperión, Kriosz, Iapetosz és Kronosz (az idő). A titánok gyermekeit szintén titánoknak nevezik. A második nemzedékből híressé vált titánok: Atlasz, Epimétheusz és Prométheusz (Iapetosz fiai)
- titaniszok: Gaia és Uranosz lányai, név szerint Téthüsz, Rhea, Themisz, Mnémoszüné, Phoibé, Dióné és Theia.

### Az istenek második nemzedéke
- Kronosz: Zeusz apja, a legfiatalabb titán, Idő-atya.[1] Szétválasztotta egy sarlóval az Eget és a Földet. Megfosztotta atyját nemzőszervétől; az ekkor földrehulló vérből születtek az Erünniszek, a bosszú istennői, a tengerből kiemelkedve megszületett a csodálatos Aphrodité, a szépség és szerelem istennője. Később saját trónja védelmére valamennyi gyermekét felfalta, Zeusz kivételével.
- Rhea: Kronosz felesége. Ő mentette meg legkisebb gyermeküket, Zeuszt, Kronosz elől, azzal, hogy Kréta szigetére rejtette.
  - Gyermekeik: Hesztia, Démétér, Héra, Hadész, Poszeidón, Zeusz
- Métisz: mikor Zeusz felnőtt, tőle kapott mérget, amit atyjának adott, mire az kihányta korábban lenyelt gyermekeit. Zeusz lenyelte őt mint első feleségét.

### Olümposzi istenek
Az olümposzi istenkatalógus hellenisztikus kori fejlemény. Ugyancsak hellenisztikus kori fejlemény a görög mitológiai alakoknak a részben teljesen más gyökerű, részben rokon italikus-latin mitológiai alakokkal való „megfeleltetése”, mintegy nemzetközi „istenszótár” gyanánt, hogy a fogalmak (nagyjából) lefordíthatóak legyenek (a latin istenneveket zárójelben közöljük).
- Zeusz: a legfőbb isten az Olümposzon, Kronosz és Rhea fia, az istenek 3. nemzedékének vezetője, jelképe a villám (Jupiter)
- Héra: 300 éves szerelem után Zeusz felesége és nővére, az Olümposz királynője, a család istennője. (Juno)
- Poszeidón: Kronosz és Rhea gyermeke, a félelmetes természeti erők (pl. földrengés, tengeri vihar) istene, csak összefoglalva nevezzük a tenger istenének, jelképe a háromágú szigony, jelzője a Földrázó (Neptunus).
- Aphrodité : a szépség és szerelem istennője. Mikor kardjával Kronosz kasztrálta apját, Uranoszt, egy kagylóhéjban emelkedett ki a tenger habjaiból. Az istennő neve is születésére utal, mert a görög aphrosz szó habot jelent(Venus) Arészt szerette, de Héphaisztosz felesége lett.
- Héphaisztosz: Héra gyermeke, az istenek kovácsa, a tűz és minden mesterség istene (leginkább a kovácsoké), egyik lábára sántít (Vulcanus)
- Apollón: Létó és Zeusz gyermeke, a költészet, nap, világosság, jóslás, zene istene, a Múzsák karának vezetője (Apollo)
- Hermész: Zeusz és Maia gyermeke, az istenek hírnöke, a halottak követője, a kereskedők, szónokok, tolvajok védője, jelképe a caduceus (Mercurius)
- Démétér: a termékenység, a nyár, a növények, az aratás istennője, Zeusz második legidősebb testvére, Kronosz és Rhea lánya (Ceres)
- Artemisz: Létó és Zeusz gyermeke, a Hold, a vadászat és a vadállatok szűz istennője, Apollón ikertestvére (Diana)
- Pallasz Athéné: Zeusz fejéből pattant ki. A városvédő mesterségek és tudományok védnöke, a bölcsesség, jog, az igazságos háború és a művészetek oltalmazó istennője. (Minerva)
- Arész: Héra és Zeusz gyermeke, az értelmetlen vérontás istene (Mars)
- Dionüszosz: Zeusz és a halandó Szemelé fia, a bor és szőlő istene (Bacchus)

### Egyéb istenek, istennők és félistenek
- Amphitrité: Poszeidón tengeristen felesége
- Boreasz: az északi szél
- Eileithüia: Héra gyermeke, a szülés istennője
- Erinnüszök: Gaia és Uranosz gyermekei (Alektó, Tisziphoné és Megaira), a bosszúállás véres istennői. Ha valaki galádságot követ el (fiatalabb megsérti az idősebbet, házigazda a vendéget, rokon gyilkol rokont), megkeresik és őrületbe kergetik. Leghíresebb példa erre Oresztész esete. (Fúriák)
- Erósz: Aphrodité és Arész fia, a Szerelem
- Hadész: Kronosz és Rheia gyermeke, az Alvilág ura. Az alvilágban lakik, Övé a Sötétség sisakja, ami a jeges rettegést árasztja magából (Pluto) Hadész ugyan nem lakik az Olimposzon az ókori görögök teljes jogú istenként tekintettek rá.
- Hébé: Zeusz és Héra gyermeke, az ifjúság istennője. Héraklész felesége lett.
- Héliosz: Naptitán.
- Hekaté: Asztéria és Perszész lánya. Háromfejű és háromtestű alvilági istennő, a varázslás, a boszorkányság, a sötétség, a hármas keresztutak és az éjszaka úrnője. A Tartarosz kormányzóasszonya.
- Hesztia: Zeusz legidősebb testvére, Kronosz és Rhea lánya, a családi tűzhely istennője (Vesta)
- Hügieia: Aszklépiosz leánya, az egészség istennője
- Hüpnosz: az Éj istennőjének, Nüxnek a fia, az álom istene. Thanatosz ikertestvére.
- Irisz: a szivárvány istennője
- Khrysus: az arany istene és megtestesítője, az összes mitológiai történetben csupán egyszer említik.
- Maia: Atlasz leánya, Hermész anyja
- Moirák: Zeusz és Themisz( vagy Nüx) leányai, a sors istennői. Hatalmuk az istenek sorsa fölé is kiterjedt. Nevük sorban: Klóthó (Fonó), Lakheszisz (Sorsjuttató), Atroposz (Kérlelhetetlen). (Párkák) (Nornák)
- Morpheusz: az alvás istene
- Mnémoszüné: az emlékezés és a jó memória titánja, a Múzsák anyja
- Nemeszisz vagy Nemezisz: Nüx leánya, a megtorlás, bosszú istennője
- Niké: a győzelem istennője,mindig Zeusz mellett ül szekerén. Jelképe a babérkoszorú ami az ókori Görögországban győzteseknek járt.
- Pán: Hermész és Droüpé nimfa fia, kecskelábú, szőrös-szarvas pásztoristen, az érintetlen vadonok istene. Régebben neve azt jelentette: egyszerű, de már azt jelenti: minden
- Perszephoné: Démétér és Zeusz gyermeke, a tavasz istennője, Hadész felesége. Az évből 9 hónapot tölt az Olümposzon, a maradék hármat férjével tölti az alvilágban, mint annak királynője.
- Plutosz: a vagyon istene és megtestesítője, Démétér fia. Egyes források szerint a szerencse istennőjének, Tychének fia.
- Szelené: a Hold titánja
- Themisz: Uranosz és Gaia leánya, a megszemélyesített törvényes rend
- Thetisz: tengeristennő, Néreusz leánya, Akhilleusz anyja
- Tritón: tengeristen, Poszeidón és Amphitrité fia
- Tükhé: a szerencse istennője
- Zephürosz: a nyugati szél
- Múzsák: Kleió, Melpomené, Thaleia, Euterpé, Terpszikhoré, Erató, Kalliopé, Uránia, Polühümnia; Mnémoszüné és Zeusz gyermekei
- Hórák: Diké (jog), Eiréné (béke), Eunomia (törvényesség); Themisz és Zeusz gyermekei, a természet és az évszakok istennői. Az ókori Görögöknél csak három évszak volt. A tavasz a nyár és az ősz.
- Khariszok: Zeusz és Eurünomé leányai, a báj és szépség istennői
- Heszperidák: Atlasz leányai, akik egy sárkánnyal Héra aranyalmáit őrizték a világ nyugati szélén
- Küklópszok (egyszemű óriások): Brontész (mennydörgés), Szteropész (villám), Argész (mennykő), Polüphémosz (Odüsszeusz szúrta ki a szemét)
- Aiolosz: A szél istene; ő szedi össze a pusztító szeleket és ajándékozza Odüsszeusznak
- Kirké: istennő, Aiaié szigeten él. Aki férfi a szigetére lép, azt disznóvá változtatja.
- Erisz: a viszály istennője
- Kasztór: Léda és Zeusz egyik fia, hattyútojásból született
- Gigászok: kígyófarkú lények, sikertelenül harcolnak az olümposzi istenek ellen. Név szerint ismertek Pelórosz, Mimasz, Pallasz, Damasztór, Ekhión, Palléneusz, Porphürión, Alküoneusz, Ephialtész, Eurütosz, Klütiosz, Enkeladosz, Polübótész, Hippolütosz, Gratión, Agriosz, Thoón.

### Az ember születésének mondái
- Epimétheusz: titán, az ember formálója. Minden képességet és tulajdonságot elosztott, és kifelejtette az embert. Prométheusz testvére.
- Prométheusz: titán, aki megkönyörült a védteleneken és ellopta nekik a tüzet, a kovácsmesterség titkát Héphaisztosztól, a bölcsességet és mesterségek ismeretét Pallasz Athénétől, és ezért 30 ezer évi szenvedés lett a büntetése: Zeusz a Kaukázushoz láncoltatta, ahol keselyű tépte a máját. Végül Héraklész szabadította meg: lelőtte a keselyűt, és szétzúzta a láncokat.
- Pandóra: az ember büntetése: gyönyörű nő, akit Héphaisztosz vagy Prométheusz gyúrt agyagból és vízből, és az istenek ruházták fel földöntúli bájjal. A Zeusztól kapott szelencét kíváncsian felnyitotta, és emiatt a nyomorúság, baj, betegség és szenvedés a Földre özönlött, viszont a ládikában bent maradt a Remény.

Az emberiség korszakai:
- Deukalión és Pürrha: csak ők élték túl az özönvizet, csónakjukkal a Parnasszosz hegyén kötöttek ki. Az emberi nem kövekből született újjá: a Deukalion (Prométheusz fia) által eldobott kövek lettek a férfiak, Pürrha (Epimétheusz és Pandóra leánya) kövei pedig a nők.

### Trójai mondakör
Trójaiak:
- Priamosz: Trója királya a háború idején
- Hektór: Priamosz trójai király fia, akit Akhilleusz ölt meg párbajban
- Andromakhé: Hektór felesége
- Parisz (vagy Alexandrosz): Priamosz fia, aki azzal, hogy magával vitte Helenét Trójába kirobbantotta a trójai háborút
- Kasszandra: Priamosz leánya, akit Aiasz megerőszakolt és Agamemnón hadizsákmányként magával vitt

Görögök:
- Menelaosz: spártai király Helené férje, aki felesége szökése után harcba hívta Trója ellen a görögöket
- Helené: Zeusz és Léda leánya, Menelaosz szépséges felesége, akit Parisz Trójába szöktetett
- Akhilleusz: Thetisz tengeristennő és a halandó Péleusz király fia, a legnagyobb hős a trójai háborúban, a mürmidónok vezére, Parisz nyila ölte meg teste egyetlen sebezhető pontján, a sarkán (Achilles-ín)
- Aiasz: Akhilleusz után a legnagyobb vitéz
- Patroklosz: Akhilleusz barátja és/vagy rokona, fiatal harcos, akit Hektór ölt meg, és akit Akhilleusz megbosszult
- Agamemnón: Mükéné királya, Menelaosz testvére, a Trója ellen vonuló görög seregek vezére
- Klütaimnésztra: Agamemnón felesége. Nem tudta megbocsátani férjének, hogy a háború sikere érdekében feláldozta volna leányukat, Iphigeneiát, részben ezért szeretőjével meggyilkolta a királyt, mikor ő hosszú idő után hazatért, fiukat pedig száműzte.
- Élektra: Agamemnón leánya
- Iphigeneia: Agamemnón másik leánya, akit a háborúban majdnem feláldoztak az istenek oltárán
- Oresztész: Agamemnón fia, aki megölte apja gyilkosait, Aigiszthoszt és Klütaimnésztrát
- Odüsszeusz: Ithaka királya, aki Trója bevétele után 10 évig bolyongott a tengeren
- Pénelopé: Odüsszeusz felesége
- Polüphémosz: a leghíresebb küklópsz, akit Odüsszeusz vakított meg
- Alkinoosz: a phaiák nép királya. Az ő udvarában mesélte el Odüsszeusz a történeteit.
- Szkülla: hatfejű, tizenkét lábú szörny, felfalja az arra hajózókat
- Szirének: asszonyfejű, madártestű szörnyek, akik énekükkel partra csalták és megölték a hajósokat
- Kharübdisz: tengerörvény. Aki arra megy, annak a hajója elsüllyed. Szkülla testvére.
- Laisztrügónok: óriások. A Télepülosz partszakasznál élnek, szokásuk a sziklák dobálása.
- Teiresziasz: vak jós. Az alvilágban találkozott Odüsszeusszal, és megjósolta neki, hogy két olyan veszély van még hátra, ami feltartóztatja a hazatérésben.
- Asztüanax: Hektór és Andromakhé gyermeke, a görögök ölték meg

### Thébai mondakör
A thébai epikus ciklus négy eposza:
Oidipodeia
Heten Thébai ellen (Thébaisz)
Epigonok
Alkmaiónisz
- Adrasztosz: argoszi király, a Hetek hadjáratának vezetője.
- Aigialeusz: Adrasztosz fia, az epigonok egyike.
- Alkmaión: Amphiaraosz fia
- Amphiaraosz, Adrasztosz sógora, a jóstehetségű király, aki jobb meggyőződése ellenére vonult Thébai ellen a Hetek között.
- Amphilókhosz: Amphiaraosz második fia, a trójai háború hőse, Pamphülia mitikus alapítója.
- Amphithea: argoszi hercegnő, Adrasztosz felesége.
- Antigoné: Oidipusz leánya, dacolni kezdett Kreónnal királlyal, aki sziklabörtönbe záratta. Ő öngyilkos lett.
- Argeia: Adrasztosz leánya, Polüneikész felesége.
- Atalanté: harcos szűz a Thébaiszban, később az argonauták egyike.
- Haimón: Kreón fia, Antigoné párja; szintén kioltotta életét
- Iokaszté: Laiosz felesége, majd fiáé, Oidipuszé. Gyermekeik: Eteoklész, Polüneikész, Antigoné, Iszméné. Öngyilkos lett.
- Iszméné: Antigoné húga
- Diomédész: Oineusz kalüdóni király unokája, Tüdeusz fia, az epigonok és trójai hősök egyike.
- Déipülé: Tüdeusz felesége, Diomédész anyja.
- Eurülaosz: Mékiszteusz fia, az epigonok egyike.
- Hippomedoon, Talaosz fia, Adrasztosz testvére. Pauszaniasznál a Hetek egyike.
- Kapaneusz, Hipponoosz fia, Adrasztosz unokatestvére, a Hetek egyike.
- Kreón: Thébai új királya Eteoklész után. A Hetek háborúja után csak Eteoklészt temettette el, Polüneikészt nem. Örök magánnyal fizetett gonoszságáért.
- Labdakosz: Thébai alapítója, Laiosz király apja
- Laiosz: Thébai második királya, akinek megjósolták az istenek, hogy óvakodjék a gyermekáldástól, mert saját fia, Oidipusz fogja megölni. Megszületett kisfia, a király pedig átszúrta bokáját, s kitette a Kithairón-hegy oldalához, hogy felfalják a vadak.
- Mékiszteusz, Talaosz egyik fia, Adrasztosz testvére, a Hetek egyike.
- Oidipusz: Thébai harmadik királya. Nevének jelentése „dagadt lábú”. A korinthoszi király udvarában nőtt fel. Megjósolták neki, hogy meg fogja ölni apját, és saját anyját veszi majd feleségül. Egy vita nyomán megölte Laioszt, akiről ekkor még nem tudta, hogy az apja. Thébaiban megölte a Szphinxet, s a nép királyaként ünnepelte. Oidipusz, miután kiderült, hogy megölte saját apját és anyjával hált, megvakította magát és elbujdokolt.
  - Eteoklész és Polüneikész: a testvérek között lobbant fel harc Thébai trónjáért, s egymás kezétől estek el.
- Oineusz, kalüdóni király, Tüdeusz apja.
- Parthenopaiosz: a Hetek egyike. Származása bizonytalan, vagy Talaosz és Lüszimakhé fia, vagy Atalanté és Adrasztosz gyermeke.
- Polüdórosz, Hippomedoon fia, Pauszaniasznál az epigonok egyike.
- Promakhosz: Parthenopaiosz fia, az epigonok egyike.
- Szthenelosz: Kapaneusz fia, az epigonok egyike.
- Teiresziasz: vak jós, aki Oidipuszt vádolta a halálos bűnnel.
- Therszandrosz: Polüneikész fia, az epigonok egyike. Thébai elfoglalása után Kreón utódja.
- Thészeusz: athéni hérosz, aki a Hetek hadjárata után bevonul Thébaiba, hogy Kreóntól kikényszerítse a holtak tisztességes eltemetését.
- Tüdeusz, kalüdóni király, a Hetek egyike

### Kalüdóni mondakör
- Aiolia, Kalüdón felesége.
- Althaia, Thesztiosz és Eurüthemisz leánya, Oineusz első felesége. Öngyilkos lett, miután Meleagrosz meghalt.
- Andraimón, Gorgé férje, amphisszai király. Diomédész neki adta át Oineusz megüresedett trónját.
- Démoniké, Agénór és Epikaszté leánya, Arésztől született fia gyermekei okozzák Kalüdón vesztét.
- Déianeira, Oineusz és Althaia leánya, Héraklész felesége.
- Diomédész, Tüdeusz és Déipülé fia, az egyik legnagyobb görög hős a trójai háborúban. Előtte részt vett az argonauták vállalkozásában is, később argoszi király, majd kiszabadította nagyapját.
- Epikaszté, Kalüdón és Aitólia leánya, Agénór pleuróni király felesége.
- Eurüthé, Porthaón felesége.
- Héraklész, részt vett a kalüdóni vadkanvadászaton, később rövid ideig Kalüdónban élt és feleségül vette Oineusz leányát, Déianeirát.
- Kalüdón, Aitólosznak, Aitólia legendás névadójának fia, Kalüdón alapítója.
- Meleagrosz, Oineusz és Althaia elsőszülött fia. A kalüdóni vadkanvadászat eseményei miatt anyja megátkozta, emiatt meghalt.
- Oineusz, Porthaón és Eurüthé fia, kalüdóni király. Artemisz bosszújából miatta került sor a kalüdón vadkanvadászatra, amely nagy feszültségeket hozott felszínre. Először testvérei törtek trónjára, később Thesztiosz és Eurüthemisz fiai, az unokaöccsei, akik el is foglalták azt. Unokája, Diomédész szabadította ki, de Thesztiosz két életben maradt fia megölte.
- Periboia, Oineusz második felesége.
- Porthaón, Epikaszté és Agénór fia, kalüdóni király.
- Tüdeusz, Oineusz és Periboia fia, a Hetek egyike.

### Argonauták – Aranygyapjú
- Iaszón: az Argonauták vezére. Péliasz parancsára az aranygyapjút kellett Kolkhiszból elhoznia
- Médeia: Aiétész lánya, varázslónő, később Iaszón felesége
- Aiétész: Kolkhisz királya, övé az aranygyapjú, amit sárkányokkal őriztetett
- Héraklész: rabszolgaévei alatt elkísérte Iaszónt Kolkhiszba

### Isteni vidékek
- Élüszioni mezők (vagy magyaros átírással Elízium): az istenek kegyeltjeinek nyughelye
- Helikón: a Múzsák lakhelye
- Hüperborea: az „Északon túli ország”, itt éltek a hüperbóreaiak
- Kókütosz: a panasz alvilági folyója
- Léthé: a feledés alvilági folyója
- Olümposz: az istenek lakhelye
- Sztüx: az alvilág legjelentősebb folyója, aki megfürdik benne, sebezhetetlen lesz
- Tartarosz: az alvilág legmélye, ide zárták be Kronoszt (ura Hadész, úrnője Perszephoné, kormányzója Hekaté)

### Elsődleges források
- Publius Ovidius Naso: Átváltozások
- Lucius Apuleius: Az Aranyszamár
- Homérosz: Iliasz és Odüsszeia
- Hésziodosz: Theogónia

### Másodlagos források
- Robert Graves: Görög mítoszok
- Robert Graves: Az aranygyapjú
- Dr. Gábli Cecília: Plinius a szelekről[halott link]

## A populáris kultúrában
A Rick Riordan által megalkotott Percy Jackson könyvsorozatban a görög mitológia számos mitikus lénye és istensége is megjelenik. A történet középpontjában a félistenek, vagyis a héroszok állnak. Ők az Olümposzi tizenkettő és a kisistenek (egyes esetekben természetszellemek) gyermekei, akiknek az egyik szülője halandó. Az író egy egészen új szemszögből alkotta újra a mondakört, hol humoros, hol világvége hangulatú eseményszállal. Az istenek maguk csak ritkán jelennek meg a könyvek során, de általában közvetve segítik a héroszok küldetéseit. Állandó helyszín a főhős, Percy Jackson szülővárosa Manhattan, valamint a félistenek menedékééül szolgáló Félvér Tábor (Camp Half-Blood). Eddig a könyvsorozat két részéből készült filmadaptáció, Logan Lerman (Percy Jackson Poszeidón fia), Alexandra Daddario (Annabeth Chase, Pallasz Athéné lánya) és Brandon T. Jackson (Grover a szatír) főszerepében.